# Denticetopsis
Denticetopsis — рід риб з підродини Cetopsinae родини Cetopsidae ряду сомоподібних. Має 7 видів.

## Опис
Загальна довжина представників цього роду коливається від 2 до 7 см. Голова має округлу або трикутну форму. Очі невеличкі, розташовані з боків голови, у верхній частині. Ширина рота становить 50-75 % довжини голови. Є 3 пари вусиків (у кожного з видів вони мають окрему довжину). Тулуб помірно подовжений, стиснутий спереду та ззаду. Бічна лінія чітко проходить на череві або на хвостовому стеблі. В області спинного плавця є опуклість. Спинний плавець доволі великий. У цих сомів найдовші промені в родині. Черевні плавці переважно невеличкі, хоча у деяких видів доволі довгі. Анальний плавець помірно довгий. Хвостовий плавець неглибоко роздвоєно, кінці симетричні або косо зрізані.

## Спосіб життя
Біологія вивчена недостатньо. Зустрічаються на кам'янисто-галькових ґрунтах в чистих річках, іноді в чорних водах. Ведуть придонний спосіб життя. Живляться личинками комах, насамперед хірономід.

## Розповсюдження
Мешкають у басейні річок Амазонка і Оріноко (Венесуела, Гаяна, Бразилія).

## Види
- Denticetopsis epa
- Denticetopsis iwokrama
- Denticetopsis macilenta
- Denticetopsis praecox
- Denticetopsis royeroi
- Denticetopsis sauli
- Denticetopsis seducta